# Municipio de Santa María del Tule
El municipio de Santa María del Tule es uno de los 570 municipios en que se encuentra dividido el estado mexicano de Oaxaca. Localizado en el centro del estado, su cabecera es la población del mismo nombre, donde se encuentra el famoso árbol del Tule.

## Historia
La fundación de Santa María del Tule se remonta a 1529, cuando grupos provenientes del cercano pueblo de Tlalixtac se establecieron en la zona, que en ese momento era parte de un ecosistema lacustre. La tradición oral local relaciona la fundación del asentamiento con la llegada de una imagen de la Virgen de la Asunción traída por arrieros, quienes habrían decidido establecerse allí al considerar el sitio como señalado por intervención divina. El nombre del pueblo proviene de la planta conocida como tule o junco (tōllin en náhuatl), que crece en zonas lacustres, y se combina con la advocación mariana de Santa María de la Asunción  dando lugar a la fiesta patronal de la población los días 13 al 24 de agosto en honor a esta advocación mariana 
Durante el periodo colonial, Santa María del Tule fue reconocida como pueblo, aunque no recibió tierras propias conforme al reparto de la época. Sus habitantes trabajaban en su mayoría como terrazgueros o aparceros bajo la autoridad del cacicazgo indígena de Tlalixtac o al servicio de la hacienda de  Guendulain establecida en el siglo XVII. A lo largo de este periodo existen registros de litigios por el acceso y propiedad de tierras.
En el siglo XIX, tras la independencia de México, los conflictos territoriales persistieron. Aunque existieron acuerdos intercomunitarios con Tlalixtac sobre el uso de recursos como la piedra de cal y la leña del Cerro Sur, también se documentaron múltiples disputas. 
Durante el movimiento revolucionario, los pobladores de Santa María del Tule participaron activamente en la lucha agraria. En 1917 se aprobó una dotación ejidal de 600 hectáreas, que posteriormente fue anulada por la Suprema Corte de Justicia de la  Nación, favoreciendo a los intereses de Tlalixtac y Guendulain. Los litigios continuaron durante casi dos décadas, aunque se llegaron a acuerdos informales con Tlalixtac para el aprovechamiento de ciertas zonas. El conflicto con Guendulain persistió, incluso después de que el hacendado cediera derechos de siembra a una liga campesina y vendiera tierras a propietarios del municipio de Rojas de Cuauhtémoc.
En 1935, durante el gobierno de Lázaro cárdenas, se ratificó nuevamente la dotación de 600 hectáreas de ejido a Santa María del Tule, lo que permitió a la comunidad tomar posesión formal de tierras que habían trabajado durante décadas en condiciones de servidumbre. No obstante, en 1945 un nuevo conflicto por terrenos comunales derivó en un enfrentamiento con Tlalixtac, en el que murieron seis habitantes de Santa María del Tule. Este hecho se considera parte de la memoria histórica local.
Previo al reparto agrario, una de las principales actividades económicas de la población era la elaboración de cal en hornos ubicados en las faldas del cerro, la cual era vendida en la ciudad de Oaxaca. A partir de la segunda mitad del siglo XX se incorporaron servicios básicos como electricidad, se ampliaron escuelas y se construyó una unidad médica bajo programas federales de desarrollo social así como  una  planta de  hidrocarburos de PEMEX.

## Geografía
El municipio de Santa María del Tule se encuentra ubicado en el centro del estado de Oaxaca, forma parte de la zona metropolitana de Oaxaca, en la región de los Valles Centrales y en el distrito Centro. Tiene una extensión territorial de 16.825 kilómetros cuadrados, que representan el 0.01 % del total estatal. Sus coordenadas geográficas extremas son 17°1′ - 17°4′ de latitud norte y 96°36′ - 96°39′ de longitud oeste y su altitud se encuentra en un máximo de 1600 y un mínimo de 1500 metros sobre el nivel del mar.
Limita al norte con el municipio de Santo Domingo Tomaltepec, al este con el municipio de San Francisco Lachigoló, al sur con el municipio de Rojas de Cuauhtémoc y al oeste con el municipio de Tlalixtac de Cabrera.

## Demografía
La población total del municipio de acuerdo con el Censo de Población y Vivienda realizado en 2010 por el Instituto Nacional de Estadística y Geografía, es de 8 165 habitantes.
La densidad de población asciende a un total de 485.29 personas por kilómetro cuadrado.

### Localidades
El municipio se encuentra formado por cuatro localidades, las principales y su población de acuerdo al censo de 2010 son:
| Localidad            | Población (2010) |
| -------------------- | ---------------- |
| Santa María del Tule | 7 636            |
| Güendulain           | 471              |
| Total Municipio      | 8 165            |

## Política

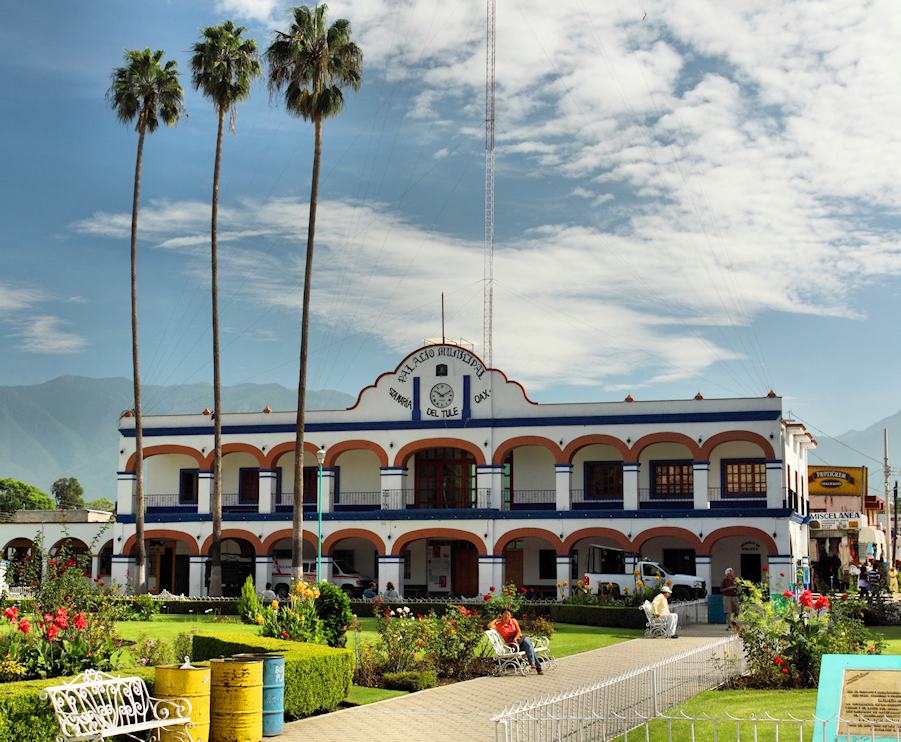
Palacio del Ayuntamiento

Se rige bajo el  sistema de usos y costumbres , sistema bajo el cual se nombra a los miembros del ayuntamiento municipal así como a diferentes comités municipales,  esto tras llamar a asamblea popular , en la cual solo participan los que la misma asamblea considera como "originarios" de la población mayores de 18 años.

### Representación legislativa
Para la elección de diputados locales al Congreso de Oaxaca y de diputados federales a la Cámara de Diputados federal, el municipio de Santa María del Tule se encuentra integrado en los siguientes distritos electorales:
Local:
- Distrito electoral local de 17 de Oaxaca con cabecera en Tlacolula de Matamoros.[12]

Federal:
- Distrito electoral federal 4 de Oaxaca con cabecera en Tlacolula de Matamoros.[13]